# Voronyezsi terület
A Voronyezsi terület (oroszul Воронежская область [Voronyezsszkaja oblaszty]) az Oroszországi Föderációt alkotó jogalanyok egyike (szubjektum), önálló közigazgatási egység.  Közigazgatási központja Voronyezs, az egész régió legnépesebb és legkiterjedtebb vonzáskörzettel rendelkező városa. Lakossága 2 334 400 fő (2005), népsűrűsége 44,5 fő/km².

## Természetföldrajz
Az európai országrész középső sávjában fekszik. Északon a Lipecki és a  Tambovi, keleten a Szaratovi és a Volgográdi, délen a Rosztovi, délnyugaton Ukrajna Luhanszki területe, nyugaton a Belgorodi és a Kurszki terület határolja. Területe 52 400 km².

### Domborzat, vízrajz
A terület a Don középső folyása mentén fekszik. Legnagyobb kiterjedése észak–déli irányban 278 km, nyugat–kelet irányban 352 km. Alapvetően sík vidék, legmagasabb pontja 268 m (Nyizsnyegyevicki járás). A felszínt nyugaton a Közép-orosz-hátság árkokkal erősen szabdalt vidéke, délkeleten a lapos Kalacsi-dombság teszi változatossá.
Vízrajzára a fejlett folyóhálózat jellemző. Összesen 1343, 10 km-nél hosszabb folyóvize és 738 kisebb tava van. Legjelentősebb folyója, a Don 530 km-en kanyarogva, északkelet–délnyugati irányban folyik végig a területen. Nagyobb mellékfolyói balról a Voronyezs, az Ikorec, a Bityug és a Tolucsejevka, jobbról a Tyihaja Szoszna és a Csornaja Kalitva. Keleten folyik a Don legnagyobb vízgyűjtővel rendelkező bal oldali mellékfolyója, a Hopjor. Völgyének itteni részében mintegy 300 kisebb-nagyobb tó található.
Voronyezs városa mellett az azonos nevű folyó felduzzasztásával 1972-ben nagy kiterjedésű víztározót alakítottak ki. A 70 km²-es vízfelületű mesterséges tó hossza több mint 30 km, közepes szélessége 2 km, átlagos mélysége kb. 3 m. A víztározó egy része a város területéhez tartozik.

### Ásványkincsek
Ásványkincsek tekintetében  a terület viszonylag szegény. Pavlovszk környékén több helyen  gránit, a Szemiluki és a Nyizsnyegyevicki járásban foszforit előfordulások találhatók, a készleteket 200-800 ezer tonnára becsülik. Említésre méltók az építőipar és a cementgyártás alapanyagai: az agyag, a homok, a mészkő, valamint az okker. Krétából (írókréta) tartalékai gyakorlatilag kimeríthetetlenek. Ásványvízforrásai részben még kihasználatlanok.

### Éghajlat
Éghajlata száraz kontinentális. Az éves középhőmérséklet az északi részeken 5,0 °C, a déli részeken 6,5 °C. Éves átlagban a legmagasabb hőmérséklet 34-36 °C, a legalacsonyabb –27-31 °C. Nyáron gyakoriak a  délről érkező forró, száraz szélviharok. Leghidegebb hónap a január, középhőmérséklete –9 °C, a júliusé 20 °C. A fagymentes napok száma északon 220-227 (keleten néha csak 185) , délen 233-237 körül mozog, a tenyészidő északon kb. 185, délen 200 nap. Az első fagyok október első hetében köszöntenek be, éves átlagban a hótakaró északon 120, délen 100 napig marad meg. A csapadék mennyisége átlagosan 500 mm.

### Növény- és állatvilág
A terület az erdős sztyepp övezetbe tartozik, de dél felé haladva fokozatosan a sztyepp válik uralkodóvá. Az eredeti növénytakaró kevés helyen maradt meg. Mivel a talajok legnagyobb része igen jó termőképességű feketeföld (csernozjom), a terület kb. 70%–75%-án szántóföldek húzódnak. Az összterület 8%-át, elsősorban a folyóvölgyeket borítja erdő, jellemző fafajták a tölgy és a juhar, kisebb mértékben az erdei fenyő; egyes védett helyeken égerfaerdők is találhatók.
Az állatvilág elterjedt képviselői a vörös róka, a nyest, a görény, a mezei nyúl, sokféle rágcsáló. A folyóvölgyek védett vidékein gyakori a vaddisznó, az őz, a jávorszarvas, a hód, a pézsmapocok, borz, a hermelin; madarak közül a daru, a szürke gém, a bagoly, a vörös vércse, többféle sas és héja.

### Természetvédelem
A még megmaradt erdők, a ritkább növény- és állatfajok élőhelyeinek megóvásával jelenleg két természetvédelmi területen foglalkoznak.
- Voronyezsi természetvédelmi terület. 1927-ben alakították ki a Voronyezs és az Uszmany folyók vízválasztóján. Jelenlegi területe  31 053 ha, ebből mintegy 28-29 000 ha erdő, magában foglalja többek között a Voronyezsi terület legnagyobb fenyvesének északi részét, átnyúlik a Lipecki területre is.
- Hopjori természetvédelmi terület. 1935-ben hozták létre keleten, az Oka-Don-alföld délkeleti részén. Boriszoglebszk és Novohopjorszk városok között 50 km hosszan, a Hopjor-folyó kanyarulatában fekszik, jelenlegi területe 16 178 ha, melynek 80%-át lombhullató erdő borítja. Az ártéren számos helyen kis tavak, holtágak, lápok alakultak ki.

## Történelem

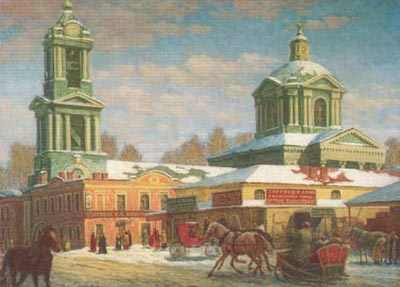
A Szmolenszki-katedrális Voronyezsben, a 19. században (festmény)

A vidék a 16. század folyamán az orosz állam része lett. 1585-ben a Don és a Voronyezs folyók találkozásánál erődítményt emeltek a sztyeppen portyázó csapatok ellen. I. Péter cár uralkodása idején hajóépítő üzemeket, manufaktúrákat létesítettek, itt épült meg az első orosz flotta, egy ideig a cár és udvara is itt tartózkodott, mindez megalapozta a város és környéke fejlődését. 1711-ben Voronyezs lett az Azovi- (később: Voronyezsi-) kormányzóság székhelye. A folyók vízhozamának csökkenése – egy felívelő szakasz után – a doni hajóépítés elsorvadásához vezetett, a 19. század második felében felváltotta azt a vasút. 1860-as évektől a kormányzóság területén vasútvonalakat fektettek le, Voronyezsben vasútépítő műhelyek létesültek, fejlődésnek indult az ipar, a kereskedelem; jelentős gabona- és malomipar alakult ki. 1928-ban négy kormányzóság egyesítésével, Voronyezs központtal megalakították a Központi Feketeföld-kormányzóságot. A Voronyezsi területet mint közigazgatási egységet a mai határok között 1934. június 13-án hozták létre.
A második világháború idején a vidéken elhúzódó harcok folytak, Voronyezs épületeinek és iparának nagy része megsemmisült. A magyar történelem egyik tragikus fejezete is ehhez a tájhoz kapcsolódik: 1942 őszén és telén a Don-kanyarnál szenvedett súlyos vérveszteséggel járó vereséget a megszállók oldalán harcoló II. magyar hadsereg.

## Gazdaság
A terület északi részére a fejlett ipar, míg a déli és a keleti vidékekre elsősorban a mezőgazdasági termelés jellemző. Kiváló csernozjom talajai miatt fő profilja a mezőgazdaság, valamint a hozzá kapcsolódó élelmiszer- és feldolgozóipar.

### Ipar
A kitermelőipart a szerény mennyiségű ásványkincsek – gránit (Pavlovszk környékén), a cementgyártáshoz szükséges mészkő (Podgorenszk), okker, építőipari alapanyagok – bányászata jellemzi. Gépiparának számottevő része Voronyezsben koncentrálódik: szerszámgépgyártás, közlekedési eszközök, mezőgazdasági gépek gyártása. További fontos iparágak: hadiipar, vegyipar (műanyagok, polimerek), elektrotechnika (televízió készülékek, távközlési berendezések), élelmiszeripar.
- Voronyezsi repülőgépgyár: az ország egyik legnagyobb repülőgépgyára. Jelenleg néhány IL-96-300 típusú korszerű személyszállító gép készül.
- Voronyezsi mechanikai gyár: rakétahajtóművek fejlesztése a hadiipar és az űrhajózás számára, a kőolaj- és gázkitermeléshez szükséges berendezések gyártása.

További fontosabb ipari városok:
- Novovoronyezs: atomerőmű (öt blokkjából az első kettőt már végleg leállították)
- Boriszoglebszk: vegyipari berendezések gyártása, textilkombinát, élelmiszeripar.
- Rosszos: műtrágyagyártás.
- Ramony: élelmiszeripar, cukorgyártás.

### Mezőgazdaság
A régió jó termőképességű feketeföldjei és a hosszú tenyészidő együttesen igen kedvező feltételeket teremtenek a mezőgazdaság számára. A művelés alá vont terület nagysága az összterület 70-75%-a. A nagy hagyományokkal rendelkező gabonafélék (búza, rozs, árpa) mellett kiterjedt vetésterületei vannak a cukorrépának, a napraforgónak és a takarmánynövényeket. Fejlett az állattenyésztés, a déli vidékeken jelentős a zöldség- és gyümölcstermesztés. 2003 elején a területen kb. 800 mezőgazdasági vállalat és 4200 farmergazdaság, továbbá 200 élelmiszeripari vállalat működött. Innen került ki az országban előállított cukor 15%-a, növényi étolaj 10%-a.

### Közlekedés

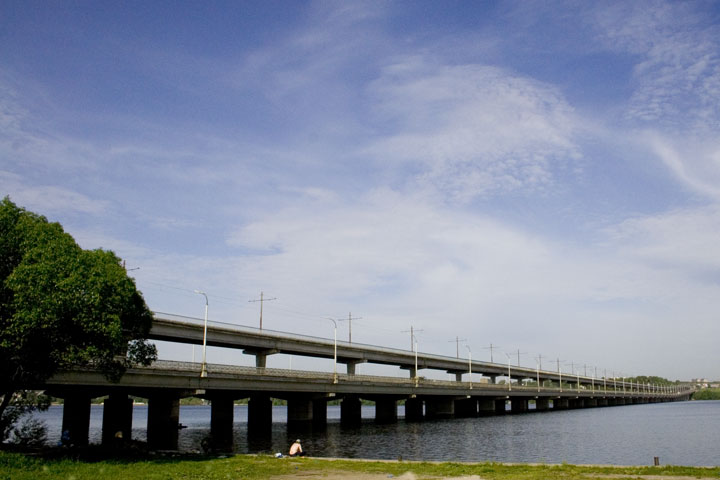
Emeletes híd Voronyezsben a villamosforgalom számára

Itt halad keresztül az országos jelentőségű közúti (M-4-es, "Don") és vasúti fővonal, mely Moszkvát és az ország északi tájait a déli vidékekkel: az Azovi-tenger és a Fekete-tenger partvidékével, valamint Észak-Kaukázussal kötik össze. A folyami teher- és személyszállításban a Donnak fontos szerepe van, a terület déli részének kikötője Pavlovszk. Voronyezs nemzetközi repülőtérrel rendelkezik, és épül második, korszerűbb vasúti pályaudvara.
A városi közlekedés azonban 2001 óta válságos helyzetben van: járműparkja elöregedett, számos villamos- és autóbuszjárata megszűnt. Azóta új autóbuszok üzembe állításával a helyközi járatok egy részét sikerült újraindítani, de a helyi tömegközlekedés nehézkes. A felduzzasztott Voronyezs-folyón át a villamosforgalom különleges emeletes hídon zajlik. A szovjet rendszer utolsó éveiben metró építését is tervezték, de a megvalósításra nem került sor.

## Népesség
A lakossága összlétszáma 2 334 400 fő (2005), ebből a városban lakók aránya 62,5%. A népsűrűség 44,5 fő/km², ez az Oroszországi Föderáció 10. legsűrűbben lakott régiója. A lakosság harmada Voronyezsben él, a vonzáskörzetekkel együtt ez az arány megközelíti az 50%-ot.
Nemzetiségi összetétel a 2002-es népszámlálási adatok szerint (ezer fő): oroszok (2239,5); ukránok (73,7); örmények (8,8); beloruszok (5,0); cigányok (4,8); azeriek (4,2); tatárok (3,5); törökök (3,4); németek (2,0); csecsenek (1,7); csuvasok (1,7); grúzok (1,7); zsidók (1,5); moldávok (1,4); mordvinok (1,2).
A legnépesebb települések:

Zárójelben a lakosság száma 2005. január 1-jén (ezer fő):
- Voronyezs (848,8)
- Boriszoglebszk (68,2)
- Rosszos (62,4)
- Liszki (54,2)
- Novovoronyezs (36,3)
- Osztrgozsszk (33,4)
- Buturlinovka (27,3)
- Pavlovszk (26,1)
- Szemiluki (24,9)
- Novaja Uszmany (22,5), (2002)
- Kalacs (20,5)
- Bobrov (20,4)
- Anna (18,9)
- Povorino  (18,0)
- Pridonszkij  (17.0)
- Gribanovszkij (17,0)
- Somovo (13,8)
- Bogucsarг (13,6)
- Talovaja (13,3)
- Katyemirovka (12,6)
- Ertil (12,4)

## Közigazgatás
A Voronyezsi terület élén a kormányzó áll.
- Vlagyimir Grigorjevics Kulakov: 2000. december 19. – 2009. március 12.

A szovjet rendszer idején évtizedekig az Államvédelmi Bizottságban (KGB) különböző beosztásokban dolgozott, 1991-ben nevezték ki a szervezet (későbbi nevének rövidítése: UFSZB) Voronyezsi területi hivatalának élére. 2009 márciusától a terület kormányzója
- Alekszej Vasziljevics Gorgyejev: 2009. március 12. – 2017. december 25.
- Alekszandr Viktorovics Guszev: 2017. december 25. – a kormányzói feladatokat ideiglenesen ellátó megbízott. Megbízatása a következő kormányzói választásig szólt.[2] Kormányzónak megválasztva 2018. szeptember 9-én.[3]

2006 óta a Voronyezsi területen 534 helyi önkormányzat működik. Közülük 3 városi körzet (gorodszkoj okrug)  és 31 járás (rajon), továbbá 29 városi község (gorodszkoje poszelenyije) és 471 (szelszkoje poszelenyije). A városi körzetek és a járások a következők:

### Városi körzetek
- Boriszoglebszki városi körzet
- Voronyezs városi önkormányzat
- Novovoronyezs városi önkormányzat

### Járások
A közigazgatási járások neve, székhelye és 2010. évi népességszáma az alábbi:
| Magyar név                          | Orosz név             | Székhely        | Lélekszám |
| ----------------------------------- | --------------------- | --------------- | --------- |
| Annai járás                         | Аннинский район       | Anna            | 45 385    |
| Bobrovi járás                       | Бобровский район      | Bobrov          | 49 494    |
| Bogucsari járás                     | Богучарский район     | Bogucsar        | 37 198    |
| Buturlinovkai járás                 | Бутурлиновский район  | Buturlinovka    | 52 575    |
| Ertyili járás                       | Эртильский район      | Ertyil          | 25 728    |
| Gribanovszkiji járás                | Грибановский район    | Gribanovszkij   | 33 073    |
| Hoholszkiji járás                   | Хохольский район      | Hoholszkij      | 29 814    |
| Kalacsi járás (Voronyezsi terület)  | Калачеевский район    | Kalacs          | 57 242    |
| Kamenkai járás (Voronyezsi terület) | Каменский район       | Kamenka         | 20 612    |
| Kantyemirovkai járás                | Кантемировский район  | Kantyemirovka   | 38 081    |
| Kasirszkojei járás                  | Каширский район       | Kasirszkoje     | 25 268    |
| Liszki járás                        | Лискинский район      | Liszki          | 105 704   |
| Novaja Uszmany-i járás              | Новоусманский район   | Novaja Uszmany  | 73 034    |
| Novohopjorszki járás                | Новохопёрский район   | Novohopjorszk   | 41 128    |
| Nyizsnyegyevicki járás              | Нижнедевицкий район   | Nyizsnyegyevick | 20 611    |
| Olhovatkai járás                    | Ольховатский район    | Olhovatka       | 24 218    |
| Osztrogozsszki járás                | Острогожский район    | Osztrogozsszk   | 61 291    |
| Panyinói járás                      | Панинский район       | Panyino         | 29 231    |
| Pavlovszki járás                    | Павловский район      | Pavlovszk       | 57 081    |
| Petropavlovkai járás                | Петропавловский район | Petropavlovka   | 20 042    |
| Podgorenszkiji járás                | Подгоренский район    | Podgorenszkij   | 27 340    |
| Povorinói járás                     | Поворинский район     | Povorino        | 34 030    |
| Ramonyi járás                       | Рамонский район       | Ramony          | 32 027    |
| Repjovkai járás                     | Репьёвский район      | Repjovka        | 16 027    |
| Rosszosi járás                      | Россошанский район    | Rosszos         | 94 694    |
| Szemiluki járás                     | Семилукский район     | Szemiluki       | 67 247    |
| Talovajai járás                     | Таловский район       | Talovaja        | 42 603    |
| Tyernovkai járás                    | Терновский район      | Tyernovka       | 22 125    |
| Verhnyaja Hava-i járás              | Верхнехавский район   | Verhnyaja Hava  | 25 156    |
| Verhnyij Mamon-i járás              | Верхнемамонский район | Verhnyij Mamon  | 21 659    |
| Vorobjovkai járás                   | Воробьёвский район    | Vorobjovka      | 18 933    |

## Külső hivatkozások
- A Voronyezsi terület információs portálja (oroszul)
- Idegenforgalmi ismertető (oroszul)
- A Megaenciklopédia ismertetője[halott link] (oroszul)
- A 2. magyar hadsereg a Don-kanyarnál